# ガーンジーの紋章

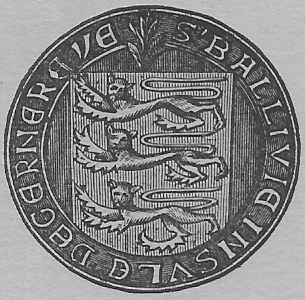
ガーンジーの印璽。外周部の文字は「S'Ballivie Insule De Gernereye」

ガーンジーの紋章（Coat of arms of Guernsey）は、イギリス・チャンネル諸島のガンジー島における紋章。赤盾の中に三匹の金色のライオンが描かれており、盾の上には金色の小さな木の枝が描かれている。この枝はもともとはガーンジーの印璽のモットー「ガーンジー代官管轄区」の書き出し・書き終わりを示す記号だった。